# Final Fantasy: The 4 Heroes of Light
Final Fantasy: The 4 Heroes of Light (光の4戦士 -ファイナルファンタジー外伝-?, Hikari No Yon Senshi -Fainaru Fantajī Gaiden-) è un videogioco di ruolo pubblicato nel 2009 da Square Enix per Nintendo DS. Spin-off della serie Final Fantasy sviluppato da Matrix Software, avrebbe dovuto ricevere un sequel in seguito trasformato in Bravely Default.